# 洛杉矶当代艺术博物馆
洛杉矶当代艺术博物馆 (英語：The Museum of Contemporary Art, Los Angeles)是一座位于美国洛杉矶的博物馆。

## 历史
博物馆有三处展馆，主馆位于洛杉矶市中心，靠近华特·迪士尼音乐厅。博物馆主要收藏1940年后美洲和欧洲当代艺术作品。1979年时任洛杉矶市长，市会议员和当地慈善家出席在比佛利山酒店举行的慈善会上碰巧坐在一起，于是讨论设立一个新的博物馆，筹备委员会同年成立，1983年由美国建筑师法蘭克·蓋瑞设计的博物馆正式对外开放。1988年由日本建筑师矶崎新设计的博物馆新馆建成开放，2000年位于西好莱坞太平洋设计中心的第三座展馆也建成开放。

## 画廊

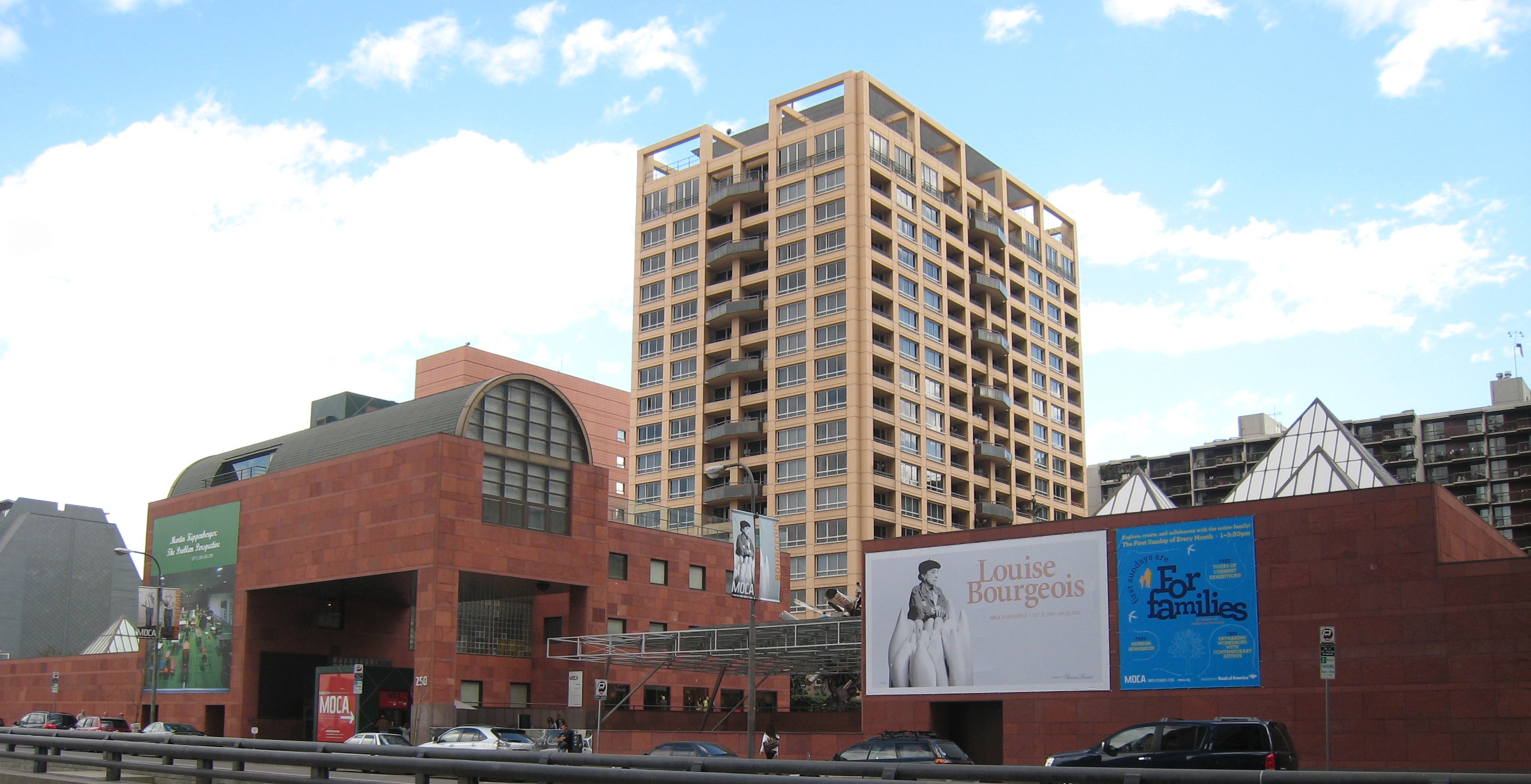
主馆
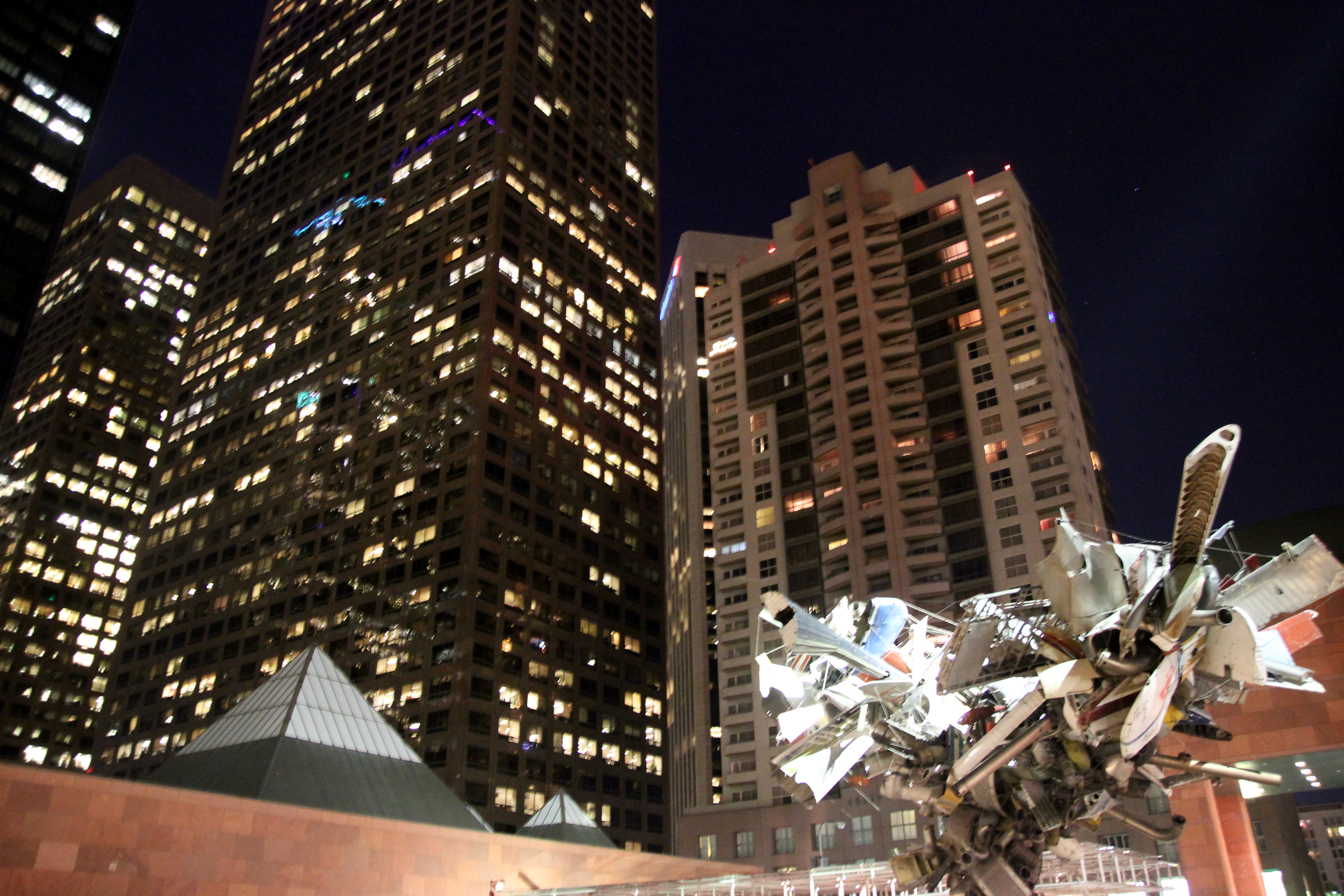
次馆
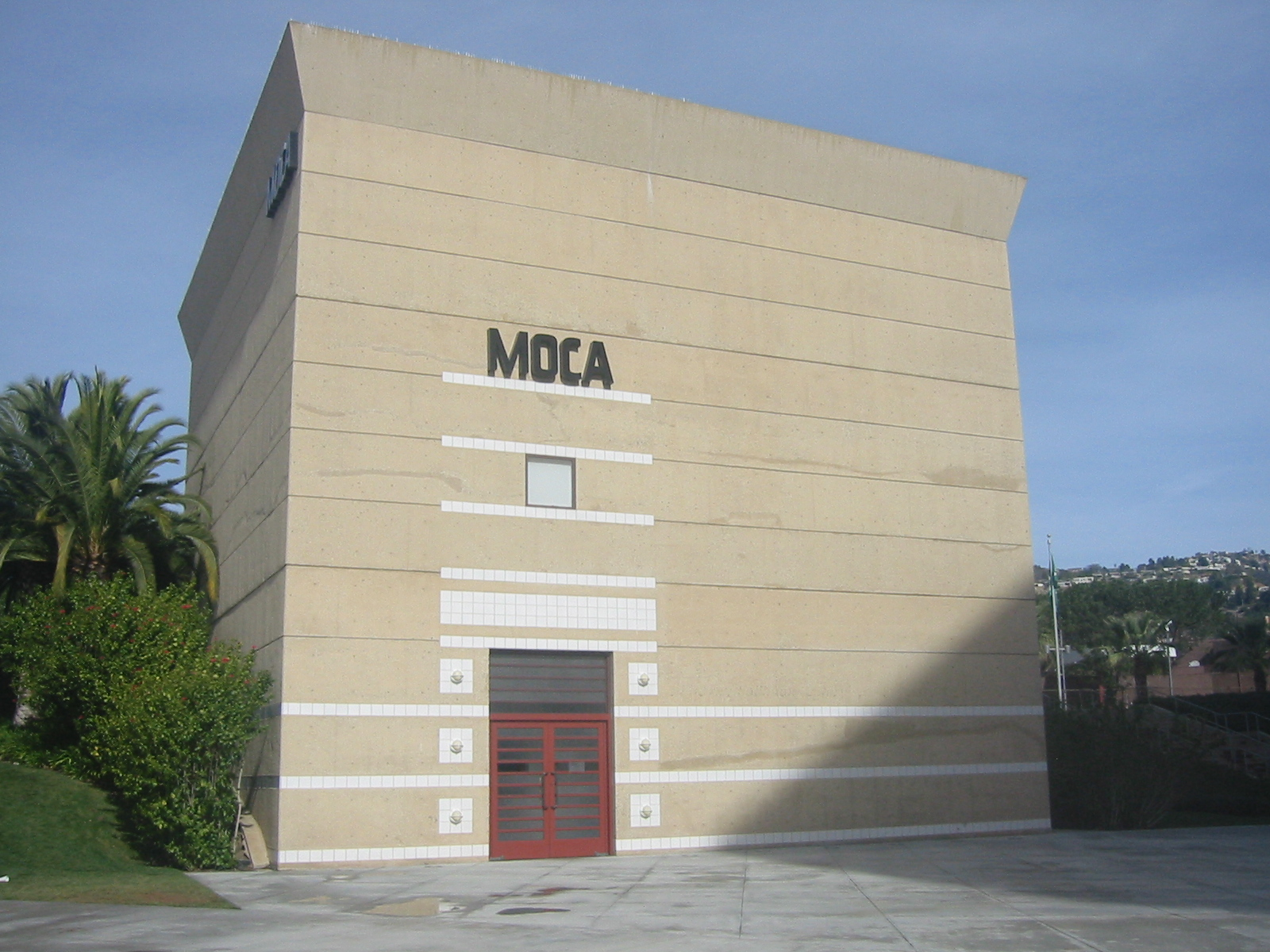
次馆